# História Eclesiástica (Eusébio)
A História Eclesiástica (em latim: Historia Ecclesiastica ou Historia Ecclesiae) de Eusébio de Cesareia foi uma obra pioneira do século IV por tratar de um relato cronológico do desenvolvimento do cristianismo primitivo entre o século I e IV. Ela foi escrita em grego koiné e sobreviveu também em manuscritos em latim, siríaco e armênio. O resultado foi a primeira narrativa extensiva escrita de um ponto de vista cristão. No início do século V, dois defensores em Constantinopla, Sócrates Escolástico e Sozomeno, assim como um bispo, Teodoreto de Cirro, na província romana da Síria, escreveram continuações da história eclesiástica de Eusébio, estabelecendo uma convenção de continuadores que iria determinar de maneira significativa a forma como a história seria escrita por pelo menos um milênio. Uma outra obra de Eusébio, a Crônica, que tentou apresentar uma linha do tempo comparativa entre as histórias pagã e do Antigo Testamento, também fundou um modelo historiográfico, a crônica medieval ou história universal.
Eusébio tinha acesso à biblioteca Teológica de Cesareia Marítima e fez uso de muitos documentos eclesiásticos, atos de mártires, cartas, extratos de autores cristãos anteriores, listas de bispos e fontes similares, muitas vezes citando extensamente os originais, de modo que a sua obra acabou por preservar muitos originais que não sobreviveram até nossos dias. Como exemplo, ele cita que Mateus compôs o Evangelho dos Hebreus e seu "catálogo da Igreja" sugere que ele teria sido o único Evangelho Judaico. É, portanto, de valor histórico, embora ele jamais tenha pretendido ser nem completo e nem observar imparcialidade no tratamento de seus objetivos. Ele sequer pretende apresentar uma visão conectada e sistemática da história da igreja primitiva. Ela é portanto uma vingança da religião cristã, embora o autor jamais tenha pretendido assim. Eusébio foi muitas vezes acusado de falsificar intencionalmente a verdade, pois ele jamais foi totalmente imparcial em seu julgamento das pessoas ou dos fatos

## Plano da obra
Na sua "História da Igreja" ou "História Eclesiástica", Eusébio tentou, de acordo com as suas próprias palavras (I, i.1), apresentar a história da Igreja desde os apóstolos (história essa referida nos "Actos dos Apóstolos") até ao seu próprio tempo, tendo em conta os seguintes aspectos:
(1) a sucessão dos bispos nas igrejas locais principais;
(2) a história dos apóstolos;
(3) a história das heresias;
(4) a história dos judeus;
(5) as relações com os pagãos;
(6) os mártires.
Agrupou o seu material de acordo com os reinados dos imperadores, apresentando-o tal como o encontrou nas suas fontes. O conteúdo consistia em:
- Livro I: Introdução detalhada, sobre Jesus Cristo.
- Livro II: A história da época apostólica, desde a Queda de Jerusalém até Tito.
- Livro III: A época após Trajano
- Livros IV e V: O século II
- Livro VI: O período de Severo a Décio
- Livro VII e VIII: Historial do surto de perseguições movidas sob o reinado de Diocleciano
- Livro IX: História da vitória de Constantino I sobre Magêncio no ocidente e de Licínio sobre Maximino Daia no oriente.
- Livro X: O restabelecimento das congregações e a rebelião e conquista de Licínio.

## Cronologia
Tal como chegou até nós, a obra concluiu-se antes da morte de Crispo, em julho de 326, e, desde o Livro X que é dedicada a Paulino de Tiro que morreu antes de 325, no final de 323 ou em 324. Este trabalho é realmente impressionante pela pesquisa que exigia e deve tê-lo ocupado por vários anos. O seu martirológio terá sido um dos estudos preparatórios para a obra.
Tirânio Rufino a traduziu do grego para o latim no final do século IV.

## Crenças do autor
Numa das passagens da obra, Eusébio defende que as calamidades sofridas pelo povo judeu se deveram ao seu papel na morte de Jesus. Esta passagem tem sido usada, ao longo da história, tanto para atacar judeus como cristãos:
| “ | …desde esse tempo que rebeliões, guerras e conspirações danosas os seguiu, a cada um, em rápida sucessão, incessantemente, quer na cidade, quer em toda a Judeia, até que o cerco de Vespasiano os esmagou. Foi assim que a vingança divina se cumpriu para os Judeus, pelos crimes que ousaram perpetrar contra Cristo. | ” |
|   | — História Eclesiástica, Livro II, cap 6, Eusébio, citando Flávio Josefo. |   |

Porém, não devemos interpretar esta passagem como sendo simplesmente antissemitismo (veja cristianismo e antissemitismo), porém. Eusébio também faz uma acusação similar contra os cristãos, afirmando que o espírito divisionista entre eles como a causa de algumas das mais severas perseguições:
| “ | Porém, quando por conta da grande liberdade que tínhamos, caímos em preguiça e negligência, e invejávamos e maltratávamos uns aos outros e estávamos quase pegando em armas contra o próximo, reis acusando reis com palavras que eram como lanças, e pessoas formando partidos contra outras, e uma hipocrisia monstruosa e a dissimulação chegando aos mais altos graus de iniquidade, o julgamento divino com paciência, como lhe convém, enquanto as multidões continuavam a se reunir, gentilmente e moderadamente molestava o episcopado. | ” |
|   | — História Eclesiástica, Livro VIII, cap 1.7, Eusébio.. |   |